# Tribunal des comptes (Portugal)
Pour les articles homonymes, voir Cour des comptes.
Le tribunal des comptes est l'institution supérieure de contrôle des finances publiques de la République du Portugal. 
Son président est Guilherme d'Oliveira Martins.

## Histoire
L'existence de la Cour des comptes, avec cette appellation et cette nature, remonte au XIXe siècle dans la tradition française de la « Cour des comptes », créée en 1807 par Napoléon Bonaparte. Son origine se trouve dans les Contos de Lisboa et les Contos d'El Rei (premiers organes d'ordonnancement et de contrôle des recettes et dépenses de l'État portugais, rassemblant tous les documents relatifs aux recettes et dépenses de l'État) et dans le Trésor royal (pt) créé par le marquis de Pombal en 1762. Celui-ci est dissous en 1832 par Mouzinho da Silveira (en) sur proposition de la commission chargée du règlement des comptes du Trésor avec la création par décret de la Cour dite du Trésor public, qui ne sera toutefois constituée que par le décret du 10 novembre 1849, sur proposition d'António José de Ávila.
En 1911, la Cour est dissoute et remplacée par le Conseil supérieur de l'administration financière de l'État et, en 1919, par le Conseil supérieur des finances, avec des fonctions de contrôle de l'activité financière publique, ayant été rétabli en 1930. 